# Turbanella reducta
Turbanella reducta is een buikharige uit de familie Turbanellidae. Het dier komt uit het geslacht Turbanella. Turbanella reducta werd in 1974 voor het eerst wetenschappelijk beschreven door Boaden. 